# Аммиакаты
Аммиака́ты (амми́ны, аммѝноко́мплексы) — продукты взаимодействия солей с аммиаком, комплексные соединения, содержащие в качестве лигандов молекулы аммиака. Лиганды NH3 связаны в аммиакатах с центральным атомом металла через азот.
Аммиакаты различаются как по составу [Ag(NH3)2]+, [Ni(NH3)4]2+, так и по устойчивости в водных растворах. Используются в аналитической химии для обнаружения и разделения ионов металлов, как лекарственные средства при лечении онкологических заболеваний.
Аммины могут быть как анионного, так и катионного типа; существуют также аммины-неэлектролиты, например [PtCl2(NH3)2].
В зависимости от количества аммиачных лигандов в комплексной молекуле аммины разделяются на:
- моноаммины (1 лиганд);
- диаммины (2 лиганда);
- триаммины (3 лиганда);
- тетраммины (4 лиганда);
- пентаммины (5 лигандов);
- гексаммины (6 лигандов);

## Получение
Получают либо взаимодействием солей с NH3 в водном растворе, либо действием газообразного или жидкого NH3 на твердые соли. Например, аммиачный комплекс меди образуется в результате реакции:
{\displaystyle {\mathsf {Cu^{2+}+4NH_{3}\rightarrow [Cu(NH_{3})_{4}]^{2+}}}}
Водный раствор аммиака при взаимодействии с ионами меди(II) сначала осаждает основные соли переменного состава зелёного цвета, легкорастворимые в избытке реагента. При этом образуется аммиачный комплекс меди сине-фиолетового цвета.

## Химические свойства
Растворы аммиакатов довольно устойчивы, за исключением аммиаката кобальта(II) жёлто-бурого цвета, который постепенно окисляется кислородом воздуха в аммиакат кобальта(III) вишнёво-красного цвета. В присутствии окислителей эта реакция протекает мгновенно.
Образование и разрушение комплексного иона объясняется смещением равновесия его диссоциации. В соответствии с принципом Ле Шателье равновесие в растворе аммиачного комплекса серебра смещается в сторону образования комплекса (вправо) при увеличении концентрации Ag+ и/или NH3. При уменьшении концентрации этих частиц в растворе равновесие смещается влево, и комплексный ион разрушается. Это может быть обусловлено связыванием центрального иона или лигандов в какие-либо соединения, более прочные, чем комплекс. Например, при добавлении азотной кислоты к раствору [Ag(NH3)2]Cl происходит разрушение комплекса вследствие образования ионов NH4+, в котором аммиак связан с ионом водорода более прочно:
{\displaystyle {\mathsf {[Ag(NH_{3})_{2}]^{+}+2H^{+}\rightarrow Ag^{+}+2NH_{4}^{+}}}}
Для [Ag(NH3)2]+ Кн = 9,3·10−8, а для NH4+ Кн = 6·10-10.
Для аммиакатов характерна амидореакция — отщепление водорода от NH3 при взаимодействии с основаниями, например
{\displaystyle {\mathsf {[PtCl(NH_{3})_{5}]Cl_{3}+KOH\rightarrow [PtCl(NH_{3})_{4}(NH_{2})]Cl_{2}+KCl+2H_{2}O}}}
Благодаря этому аммиакаты в водных растворах обладают кислотными свойствами.